# Олігополія
Олігопо́лія (англ. oligopoly; від давн.-грецьк. oligos «нечисленний» + poleo «продаю», «торгую») — структура ринку, при якій в одній галузі домінує невелика кількість конкуруючих фірм, при цьому хоча б одна або дві з них, виробляють значну долю продукції даної галузі, а поява нових продавців ускладнена чи неможлива. Товар, реалізований олігополістичними фірмами, може бути як диференційованим, так і стандартизованим.
Олігополія — тип ринкової структури недосконалої конкуренції.

### Ознаки олігополістичного ринку
Як правило на олігополістичних ринках домінує від двох до десяти фірм, на які припадає половина чи більше загального обсягу продажів продукту. На таких ринках декілька або й усі фірми у довгостроковому часовому масштабі одержують значні прибутки, оскільки вхідні бар'єри ускладнюють або унеможливлюють вхід фірм-новачків до ринку.
Олігополія — переважаюча форма ринкової структури. До олігополістичних галузей належать автомобільна, сталеплавильна, нафтохімічна, електротехнічна та комп'ютерна індустрії.
На олігополістичних ринках деякі фірми можуть впливати на ціну завдяки великій долі своєї продукції у загальній кількості товару. Продавці на олігополістичному ринку знають, що коли вони або їхні суперники змінять ціни чи обсяг продажів, наслідки позначаться на прибутках усіх фірм на ринку. Продавці усвідомлюють свою взаємозалежність. Передбачається, що кожна фірма в галузі визнає, що зміна її ціни чи випуску викликає реакцію з боку інших фірм. Реакція, яку який-небудь продавець очікує від фірм, які суперничають з ним, у відповідь на зміни встановлених ним ціни, обсягу випуску чи зміни діяльності в області маркетингу, є основним чинником, що визначає його рішення. Реакція, яку окремі продавці чекають від своїх суперників, впливає на рівновагу на олігополістичних ринках.
У багатьох випадках олігополії захищені бар'єрами для входу на ринок, схожими з тими, котрі існують для монопольних фірм. Природна олігополія виникає тоді, коли кілька фірм можуть поставляти продукцію для всього ринку при нижчих довгострокових витратах, ніж ті, які були б у багатьох фірм.
У 1934 році Абба Лернер запропонував вимірювати ринкову владу монополіста відповідним показником.

## Риси олігополістичних ринків
1. Усього кілька фірм забезпечують весь ринок. Продукт може бути як диференційованим, так і стандартизованим.
2. Принаймні, деякі фірми в олігополістичній галузі володіють великими ринковими частками. Отже, деякі фірми на ринку здатні впливати на ціну товару, варіюючи його наявність на ринку.
3. Фірми в галузі усвідомлюють свою взаємозалежність.

## Типологія моделей олігополії
Стратегії поведінки олігополій поділяються на 2 групи. Перша група передбачає узгодження дія фірмами з конкурентами (кооперативна стратегія), друга — відсутність узгодженості (некооперативна стратегія).

## Взаємозалежність олігополістів
Існує два види олігополії. Перший вид припускає, що кілька фірм роблять ідентичний продукт. Другий — коли невелика кількість виробників випускають диференційовані товари.
Однак в тому і іншому випадку фірми усвідомлюють взаємозалежність своїх продажів, обсягів виробництва, інвестицій і рекламної діяльності. Так, якщо одна фірма буде посилено рекламувати свою продукцію чи брати участь у створенні нової моделі виробу, то вона повинна очікувати аналогічних дій з боку своїх конкурентів. У такій ситуації кожна фірма знає, що, принаймні, деякі рішення конкурентів залежать від її власного поводження, і тому, приймаючи те чи інше рішення, вона зобов'язана мати на увазі цю обставину.
Олігополістична взаємозалежність фірм піднімає суперництво між ними на якісно новий рівень, перетворює конкуренцію в безперестанну боротьбу «всіх проти всіх». У цьому випадку можливі найрізноманітніші рішення конкурентів: вони можуть спільно домагатися деяких цілей, перетворюючи галузь у подобу чистої монополії, чи ж — як іншу крайність — боротись один з одним аж до повного знищення.
Останній варіант найчастіше здійснюється у формі цінової війни — поступового зниження існуючого рівня цін з метою витиснення конкурентів з олігополістичного ринку. Якщо одна фірма знизила ціну, то її конкуренти, відчувши відтік покупців, у свою чергу теж знизять свої ціни. Цей процес може мати кілька етапів. Але зниження цін має свої межі: воно можливо доти, поки у всіх фірм ціни не зрівняються із середніми витратами. У цьому випадку зникне джерело економічного прибутку і на ринку виникне ситуація, близька до досконалої конкуренції. Від подібного результату у виграшному положенні залишаються споживачі, у той час як виробники усі до одного ніякого виграшу не одержують. Тому найчастіше конкурентна боротьба між фірмами приводить до прийняття ними рішень, заснованих на обліку можливого поводження своїх суперників.

### Приклад
Припустімо, що через млявий збут автомобілів адміністрація компанії «Форд» розглядає можливість 10%-го зниження цін, щоб стимулювати збут. Вона має ретельно продумати те, як реагуватимуть на цей захід «Дженерал моторз» і «Крайслер».
1. Вони можуть взагалі не відреагувати, а можуть знизити свої ціни лише незначно, і в цьому випадку обсяг збуту «форда» значно збільшився б, переважно за рахунок його конкурентів.
2. Можливо, вони наслідуватимуть приклад «Форда», а в цьому випадку всі троє виробників продадуть більше автомашин, проте одержать значно менше прибутків через знижені ціни.
3. Ще один можливий варіант — таке зниження цін компаніями «Дженерал моторз» та «Крайслер», що перевищить зменшення цін «Форда». Конкуренти можуть знизити свої ціни на 15 %, щоб покарати «Форд» за його підступність, а це, в свою чергу, може призвести до цінової війни та різкого падіння прибутків усіх трьох фірм.

Тому адміністрація «Форда» має ретельно зважити всі ці можливості. Фактично, для будь-якого рішення, яке приймає фірма, — призначення цін, визначення рівнів виробництва, проведення широкомасштабної кампанії стимулювання або інвестування в нові виробничі потужності — вона повинна передбачити можливу реакцію з боку своїх конкурентів. У цьому випадку кожна з фірм ставить себе на місце конкурентів і аналізує, яка була б їхня реакція. Процес прийняття подібних рішень розглядається на прикладі взаємовідносини двох фірм у моделі дуополії, яка була вперше запропонована французьким економістом А. Курно в 1838 р.

## Олігополістичні моделі
Моделі олігополістичного ціноутворення
Олігополістичне ціноутворення виявляє дві взаємопов'язані тенденції: з одного боку, ціни олігополістичного ринку негнучкі, вони змінюються рідше, ніж в умовах досконалої конкуренції і навіть чистої монополії; з іншого боку, — найбільш імовірно, що коли ціни змінюються, то одночасно у всіх фірм, — це відображає схильність олігополістів до таємної змови. Розроблені моделі олігополістичного ціноутворення призначені для пояснення його стабільності.
«Дилема олігополістів» — це модель олігополістичного ціноутворення, в якій кожна фірма, вирішуючи проблему рівня цін, діє в умовах, що виключають співробітництво, самостійно реалізує свій потенціал, але зважає на своїх конкурентів. На ринку лише два продавця (фірма 1 і фірма 2), кожен з яких може встановити або низьку, або високу ціну. Якщо обидві фірми встановлюють високу ціну, то кожна одержить прибуток в розмірі 20 тис. грн, а якщо обидві встановлять низьку ціну, то прибутки кожної становитимуть лише 15 тис. грн. Таким чином, тут є стимул як до змови, так і до обману суперника.
Якщо одна фірма встановить високу ціну, а інша низьку, то фірма, що має низьку ціну, одержить 30 тис. грн прибутку, а та, що має високу — лише 10 тис. грн. Коли б фірми могли б діяти спільно, вони призначили б високу ціну, але якщо вони діють незалежно, тоді їм краще триматись низької ціни. Наприклад, якщо перша фірма призначає високу ціну, то друга фірма максимізує прибуток, знижуючи свою ціну. Якщо фірма 1 призначить низьку ціну, то фірма 2 одержить більше, якщо також знизить ціну, уникаючи зменшення прибутку. Таким чином, фірма 2 максимізує свій прибуток, встановлюючи низьку ціну при будь-якому рішенні суперника. Розрахунки першої фірми аналогічні, тому фірма 1 також завжди призначає низьку ціну. Стан обох фірм утім є гіршим, ніж у випадку змови і призначення обома високих цін.
Для учасників таємних і явних змов характерна тенденція до максимізації сукупних прибутків всіх учасників. Їх поведінка схожа на поведінку монополіста. Найпоширенішою формою явної змови є картель.
Модель картелю відповідає ситуації, коли фірми офіційно укладають угоду, узгоджують ціну, галузевий обсяг випуску і квоту кожного учасника. Картель діє як фірма — монополіст. Це пояснює механізм картельної угоди та її наслідки. Якби галузь з невеликою кількістю однакових фірм діяла як конкурентна, то довгострокова рівновага досягалася би в точці, а кожна фірма за рівноважною ціною не одержувала б економічного прибутку, перебуваючи у стані беззбитковості.
Для розрахунку ціни та обсягу випуску картелю використовується модель ціноутворення монополії. Рівноважний обсяг для картелю знаходиться за правилом, рівновага досягається на обсязі за ціною. За цією ціною узгоджується квота кожного учасника так, щоб сума всіх квот була рівна сукупному обсягу картелю. Отже, одержавши квоту, типова фірма — учасник картелю починає отримувати економічний прибуток в розмірі площі прямокутника. Але за високою картельною ціною фірма могла б розширити випуск до, досягнувши рівноваги в точці, де, і одержати б значно більший прибуток, рівний площі фігури. Спокуса розширити виробництво вступає в суперечність з картельною угодою і загрожує її існуванню. Якщо всі учасники картелю підуть на таке порушення, то галузевий випуск зросте до, а такий обсяг можливо реалізувати лише за дуже низькою ціною, нижчою, ніж конкурентна. Цим пояснюється нестійкість картелювання.
Дотримання картельної угоди суперечить ефективності виробництва і зменшує суспільний добробут, подібно до монополії. Тому картелювання забороняється антимонопольним законодавством у багатьох країнах.

## Олігополії в Україні
Прикладами олігопольних ринків в Україні станом на 2007—2008 роки були і залишаються ринок послуг мобільного зв'язку (на ринку діє п'ять основних гравців, частка двох найбільших наближається до 98 %); ринок моторних бензинів (операторами ринку є сім великих підприємств, з сумарною часткою трьох найбільших 67 %); ринок пива (чотирьом учасникам якого належить 94 %); ринок тютюнових виробів (із загальною часткою п'яти найбільших суб'єктів господарювання — 97 %) тощо.